# Pimephales vigilax
Pimephales vigilax és una espècie de peix cipriniforme de la família dels ciprínids.

## Morfologia
Els mascles poden assolir els 9,2 cm de longitud total.

## Distribució geogràfica
Es troba a Nord-amèrica.